# Connecticut Sun
Connecticut Sun, som grundades 1999, är en basketklubb i Uncasville i Connecticut som spelar i damligan WNBA sedan säsongen 1999.
Laget bildades som Orlando Miracle i Orlando, Florida 1999 när WNBA skulle expandera, och var ett så kallat systerlag till NBA-laget Orlando Magic. Från säsongen 1999 till och med 2002 spelade Miracle i WNBA innan de inför säsongen 2003 flyttade till Uncasville och blev Connecticut Sun.

## Historia
Efter säsongen 2002 sålde NBA alla WNBA-lag till nya ägare. Orlando Magic:s ägare Rich DeVos var dock inte intresserad av att köpa Orlando Miracle, och det fanns inga andra lokala ägarintressen heller. Så i januari 2003 köptes laget upp av den Connecticut-baserade indianstammen Mohegan. De nya ägarna flyttade laget till Uncasville i Connecticut och bytte namnet från Miracle till Sun (med hänvisning till stammens kasino Mohegan Sun). Connecticuts namn och logotyp påminner om ett annat nedlagt Floridabaserat WNBA-lag, nämligen Miami Sol som upplöstes samtidigt som Orlando Miracle.
Redan från början var Connecticut ett topplag i WNBA, då de under sina fyra första säsonger lyckades nå minst final i Eastern Conference. 2004 och 2005 spelade man WNBA-final mot Seattle Storm respektive Sacramento Monarchs utan att lyckas vinna mästerskapet. Och efter att ha förlorat redan i första slutspelsrundan säsongerna 2007 och 2008 har man därefter misslyckats med att ta sig till slutspelet.
Den 25 juli 2009 stod laget som värd för WNBA:s all-star match som spelades i hemmaarenan Mohegan Sun Arena.
Regan Magarity blev 2019 draftad av Connecticut Sun och kunde då blivit den sjätte svenskan att spela i WNBA, men efter två veckors träningsläger misslyckades hon med att få en ordinarie plats i laget.